# The Day of Faith
The Day of Faith er en amerikansk stumfilm fra 1923 af Tod Browning.

## Medvirkende
- Eleanor Boardman som Jane Maynard
- Tyrone Power, Sr. som Michael Anstell
- Raymond Griffith som Tom Barnett
- Wallace MacDonald som John Anstell
- Ford Sterling som Montreal Sammy
- Heinie Conklin som Yegg Darby
- Ruby Lafayette som Granny Maynard